# Triplophysa daqiaoensis
Triplophysa daqiaoensis är en fiskart som beskrevs av Ding, 1993. Triplophysa daqiaoensis ingår i släktet Triplophysa och familjen grönlingsfiskar. Inga underarter finns listade i Catalogue of Life.